# Santana do Ipanema
Santana do Ipanema est une municipalité brésilienne dans l'État de l'Alagoas.